# Списък на държавните глави през 411 г.
Списък на държавните глави през 411 г.:

## Африка
- Царство Аксум
  - крал: Еон (ок. 395–ок. 415)

## Америка
- Маи
  - Паленке
    - крал: K'uk Balam' (397–435)

  - Тикал
    - крал Siyaj Chan K’awiil II. (411–458)

## Азия
- Армения
  - крал Врамшапух (389–416)

- Китай
  - императори от династията Дзин: Жин Анди (396–418)
  - Северна Уей: Уей Минюен (409–423)
  - Шестнайсетте царства:
    - Късна Цин: Яо Син (394–416)
    - Северна Йен: Фън Ба (409–430)
    - Западна Цин: Цифу Гангуей (409–412)
    - Северна Лян: Дзюцю Мънсюн (401–433)
    - Южна Лян: Туфа Жутан (402–414)
    - Западна Лян: Ли Гао (400–417)
    - Ся: Хълиен Бобо (407–425)

- Иберия (Картлия)
  - крал: Мирдат IV (409–411)
  - крал: Арчил I (411–435)

- Индия
  - Гупта
    - крал: Чандрагупта II (375–415)

  - Кадамба
    - крал: Рагху (410–425)

  - Палава
    - крал: Сканда Варман III (400–438)

  - Вакатака
    - крал: Праварасена II (410–440)

- Япония
  - император: Ingyō (411–453)

- Корея
  - Baekje
    - крал: Jeonji (405–420)

  - Gaya
    - крал: Jwaji (407–421)

  - Goguryeo
    - крал: Гвангаето (391–413)

  - Сила
    - крал: Силсеонг (402–417)

- Сасанидска империя
  - шах (велик крал): Яздегерд I (399–421)

## Европа
- Западна Римска империя
  - император: Флавий Хонорий (395–423)
    - консул: Флавий Хонорий (411)

- Източна Римска империя
  - император: Теодосий II (408–450)
    - консул: Теодосий II (411)

- Бургунди
  - крал: Гундахар (406–436)

- Свеби
  - крал: Ерменрих (409–438)

- Вандали
  - крал: Гундерик (406–428)

- Вестготи
  - крал: Атаулф (410–415)

## Религиозни водачи
- папа: Инокентий I (401–417)